# Schlacht bei Novara (1849)

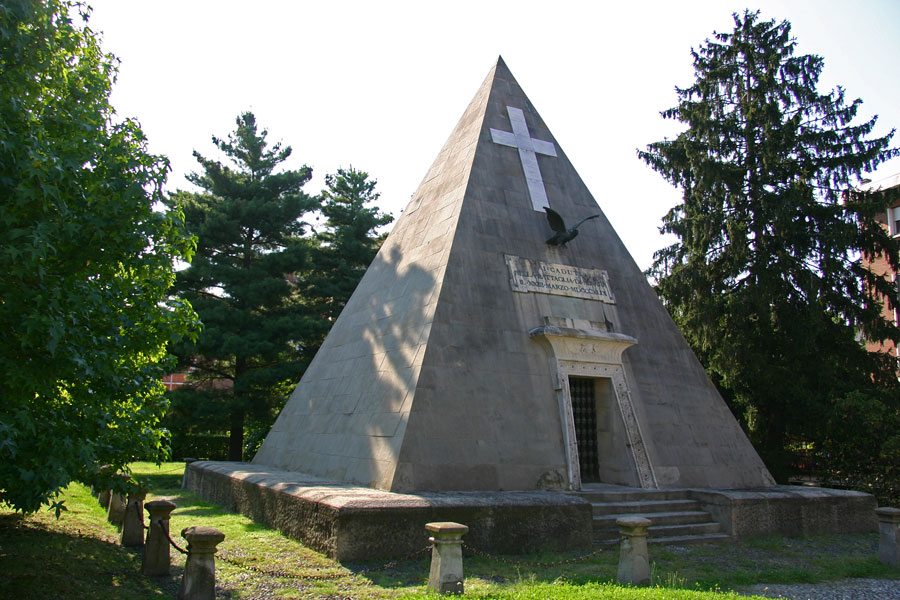
Ein Ossuarium erinnert an die Schlacht

Bei Novara (in Norditalien, zwischen Turin und Mailand) schlugen die österreichischen Truppen unter Feldmarschall Radetzky am 23. März 1849 die Truppen des Königreiches von Sardinien-Piemont.

## Hintergrund
Die 1848 überall in Europa ausgebrochenen Aufstände gegen die Restauration des Absolutismus richtete sich in Norditalien gegen die als Fremdherrschaft wahrgenommene Herrschaft des Kaisertums Österreich. Im Zug des Aufstandes von Mailand hatte sich König Karl Albert von Sardinien-Piemont an die Spitze der italienischen Einigungsbewegung gestellt und Österreich den Krieg erklärt. Nach einigen Anfangserfolgen und der siegreichen Schlacht von Goito scheiterten die Piemontesen aber am 25. Juli 1848 in der Schlacht bei Custozza. Ein Grund hierfür war die Tatsache, dass Österreich die strategisch wichtigen Festungen – das so genannte Festungsviereck Mantua–Peschiera del Garda–Verona–Legnago hielt. Im März 1849 unternahm Karl Albert einen letzten Versuch, die Österreicher zumindest zum Rückzug aus der Lombardei zu zwingen. Gesamt standen im März-Feldzug 73.000 österreichische Soldaten etwa 97.000 Mann der piemontesischen Armee gegenüber, von denen jedoch nicht alle an der abschließenden Schlacht von Novara teilnahmen.

## Aufmarsch und Vorgefechte

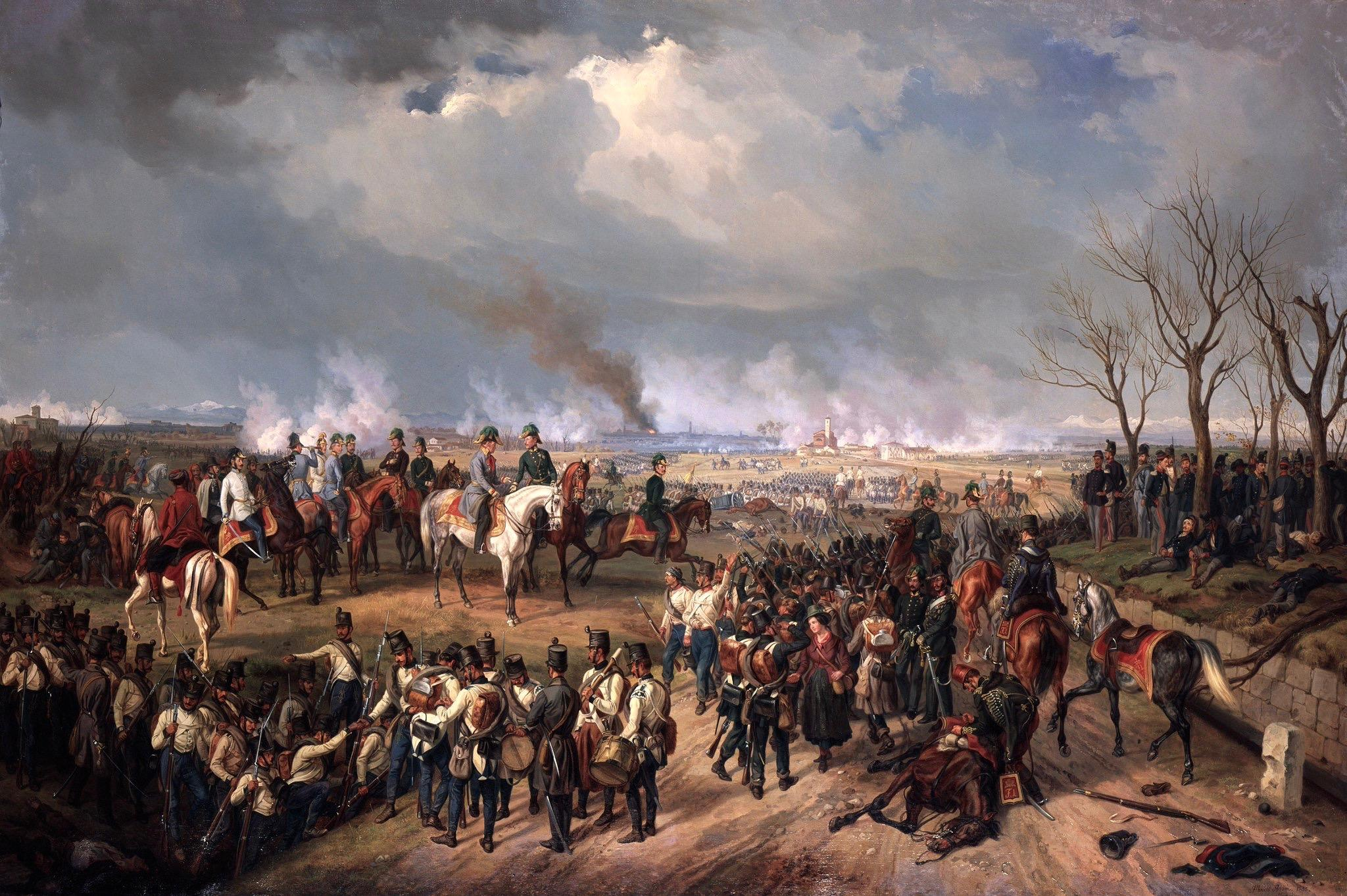
Radetzky und sein Generalstab bei Novara

Die Piemontesen hatten aus innenpolitischen Gründen einen polnischen General, Adalbert Chrzanowski, zum Befehlshaber ihrer Truppen ernannt, der weder das Land kannte noch Italienisch sprach. Die Piemontesen unterließen es wegen Streitigkeiten zwischen Chrzanowski und seinen Untergebenen, sofort nach Kriegsbeginn auf Mailand zu marschieren und die Initiative zu übernehmen. Die zahlenmäßige Unterlegenheit der Österreicher wurde durch die bewährte Führung Radetzkys und seines Stabes ausgeglichen.
Radetzky riss die Initiative an sich und marschierte mit seinen Truppen am 18. März von Mailand aus nach Pavia, wobei es ihm gelang, die Piemontesen über seine weitere Marschrichtung im Unklaren zu lassen.
Am 20. März ließ Karl Albert den Ticino durch eine Division überschreiten und zog in Magenta ein. Gleichzeitig überschritt aber etwa 30 Kilometer südlicher Radetzkys Armee den Ticino bei Pavia und zwang dem Gegner die weitere Handlung des Feldzuges auf. Das Gebiet unmittelbar nördlich des Po, auf dem Radetzky seinen Marsch fortsetzte, wurde wegen einer Befehlsverweigerung des Generals Girolamo Ramorino nicht besetzt, dessen lombardische Division dadurch südlich des Po isoliert blieb. General Ramorino musste seine 5. Division an Generalmajor Fanti übergeben, wurde später wegen Verrates zum Tode verurteilt und hingerichtet. Die Masse der Piemontesen unter Karl Albert musste ihren Vormarsch auf Mailand aufgeben und eilig auf Trecate zurückgehen, um ihren jetzt ungeschützten Südflügel bei Vigevano und Mortara zu verstärken.
Am 21. März stieß das österreichische I. Korps unter Graf Wratislaw südlich von Vigevano auf die Piemontesen und drängte sie nach Norden auf Sforzesca und Gambolo zurück, wo die piemontesische 2. Division unter General Bes vorerst standhalten konnte. Gegen Nachmittag erreichte das österreichische II. Korps unter FZM d’Aspre den Kampfplatz. D’Aspre und ließ die gegnerischen Linien trotz Einbruch der Dämmerung mit seiner 'Brigade Benedek' angreifen und in der Schlacht bei Mortara zurückdrängen. Die Masse der Piemontesen zog sich darauf auf Novara zurück und verlor dadurch den Kontakt mit den westlicher stehenden Heeresteilen, die noch im Raum um Alessandria waren.
Radetzky war über das unlogische taktische Verhalten seines Gegners so verwirrt, dass er sich beinahe selbst in eine Niederlage hineinmanövrierte. Er wollte zunächst mit seinem Gros direkt auf Vercelli vorstoßen, wo er die Hauptmacht der Piemontesen vermutete. Er hatte deshalb nur das II. Korps nach Novara geschickt, das dort von den überlegenen Piemontesen ohne größere Schwierigkeiten aufgehalten werden konnte. Wiederum nutzten die Piemontesen ihren taktische Vorteil zum möglichen Gegenangriff nicht und überließen den Österreichern weiterhin die Initiative.

## Die Schlacht am 23. März
Tags darauf, am 23. März kam es zur entscheidenden Schlacht von Novara. Die Piemontesen hatten sich in der Früh auf den südlich vor Novara liegenden Höhen zwischen der Agogna bis hin zum Steilabfall des breiten Tal des Terdoppio zurückgezogen. Etwa 57.000 Piemontesen mit 122 Kanonen standen den anrückenden Österreichern gegenüber, die 60 Bataillone (etwa 45.000 Mann), 42 Eskadronen (6000 Reiter) und 186 Kanonen hatten. Von West nach Ost standen die sardische 1., 2. und 3. Division in Front, die Reservedivision unter General Viktor Emanuel von Savoyen stand hinter dem westlichen Flügel, die sardische 4. Division unter dem Herzog von Genua hinter dem östlichen Flügel in Reserve. Die Gebirgsbrigade unter Generalmajor Solaroli stand als zusätzliche Reserve östlich Novara. Im Zentrum der Schlacht stand der strategisch wichtige Höhenzug von La Bicocca, den beide Seiten mehrmals nahmen und wieder verloren.

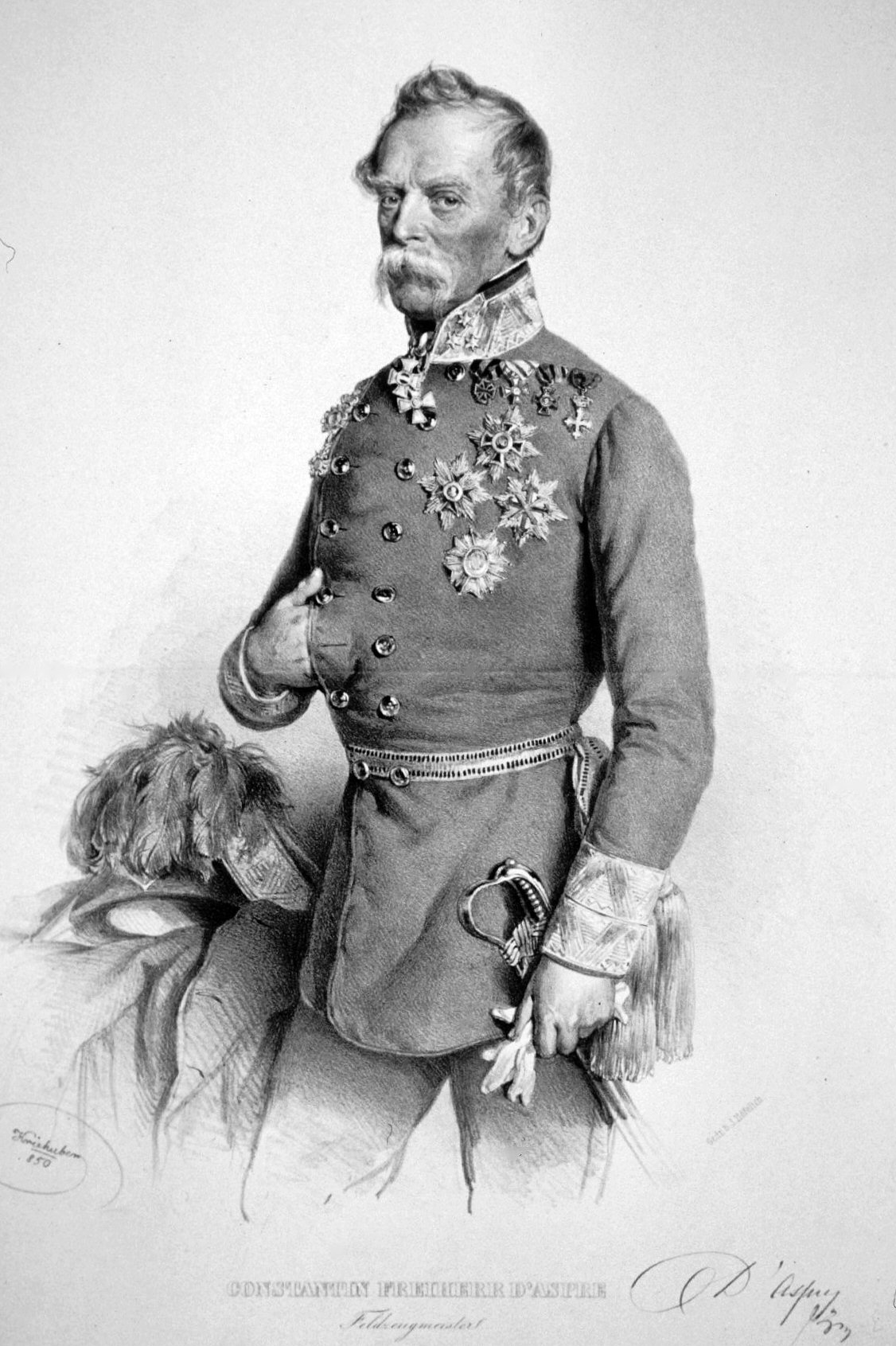
FZM Konstantin d’Aspre, Kommandierender General des II. Korps

Gegen 11 Uhr Vormittag traf die Brigade Kolowrat als Spitze des II. Korps vor Olengo auf die gegnerischen Vortruppen und leitete die Schlacht ein. Die Brigade unter FML Erzherzog Albrecht griff sofort vergeblich gegen das stark besetzte La Bicocca an. Gegen 13 Uhr musste FZM d’Aspre seine zweite Division (Schaaffgotsche) einsetzen und das noch nicht eingetroffene III. Korps (FML von Appel) um Unterstützung bitten. Feldmarschall Radetzky befand sich beim III. Korps, das noch etwa 5 Kilometer weiter südlich über Vespolate nach Norden auf Olengo im Anmarsch war und das Schlachtfeld nicht vor 15 Uhr erreichen konnte.
Gegen 9.30 Uhr war weiter westlich das österreichische IV. Korps (FML von Thurn-Valsassina) über Confienza in Richtung auf Casalino im umfassenden Vormarsch auf den rechten Flügel des Gegners. Das I. Korps, das bei Robbio am Südflügel stand, konnte überhaupt nicht mehr an der Schlacht teilnehmen. Das diesem Korps von Albonese folgende 1. Reserve-Korps unter FML von Wocher hörte den Kanonendonner der Schlacht und drehte wie auch das im Zentrum marschierende III. Korps an der Agogna nach Norden ein, um noch in der Schlussphase der Schlacht eingreifen zu können.
Gegen 13 Uhr stockte derweil d’Aspre’s Angriff gegenüber den Stellungen der sardischen 3. Division unter General Perrone vollkommen. Die 4. Division unter dem Herzog von Genua setzte zum Gegenstoß an, dabei fiel der piemontesische General Giuseppe Passalacqua im österreichischen Artilleriefeuer, General Perrone wurde verwundet und starb einige Tage später. Das Korps d’Aspre wurde bis 14 Uhr in die Ausgangsstellung bis Olengo zurückgedrängt. Der Herzog von Genua brach die Verfolgung nur ab, weil ihm der Oberkommandierende Generalleutnant Chrzanowski befahl, den Gegenangriff der Mitte (2. Division unter Bes) und der westlichen Flügeldivision (1. Division unter Durando) abzuwarten. Andere piemontesische Generale weigerten sich jedoch während der Schlacht, seine Befehle auszuführen, was der Einheitlichkeit einer gezielten Abwehr wiederum hinderlich wurde.
Gegen 15 Uhr traf bei Olengo die Vorhut des III. Korps ein; bis 16 Uhr konnte die Tetedivision unter Generalmajor Graf Lichnowski in der Front zum Gegenangriff eingereiht werden. Gegen die westliche Angriffsgruppe der Österreicher wurden nochmals drei piemontesische Brigaden aufgeboten, die verstärkten Truppen der Division Erzherzog Albrecht und die Brigade unter Generalmajor Alemann konnten sie aber entschieden abweisen. Gegen 17 Uhr rangen im Brennpunkt der Schlacht bei La Bicocca die auf 21.000 Mann verstärkten Österreicher gegen die Masse von 29.000 Piemontesen. Gegen 18 Uhr griff an der westlichen Schlachtfront das herangekommene österreichische IV. Korps (FML Thurn) in die Schlacht ein. Noch vor Sonnenuntergang war die Schlacht zugunsten Radetzkys entschieden. Zuletzt nahmen die Österreicher den Höhenzug von La Bicocca im Sturm, nachdem eine Chevauxlegers-Division bei der Brigade Degenfeld wichtige piemontesische Artillerie ausgeschaltet hatte, und so die Brigade Culoz über die Agogna-Brücke ziehen und in die rechte Flanke der Piemontesen einfallen konnte. 400 Piemontesen wurden auf einen Schlag gefangen genommen (was sich später summierte 5400 Gefangene oder Vermisst).[7] Der energische piemontesische Einsatz blieb örtlich beschränkt; auf der strategischen Ebene zeigte die piemontesische Führung große Defizite.
Radetzky setzte die vom III. Korps noch nicht eingesetzte Division des Fürsten Taxis zur Verfolgung des geschlagenen Gegners ein. Am 24. März wurde Novara vom österreichischen IV. Korps bis zur endgültigen Übergabe beschossen. Danach rückte die Chevauxlegers-Division an der Spitze der österreichischen Truppen in Novara ein.

## Konsequenzen

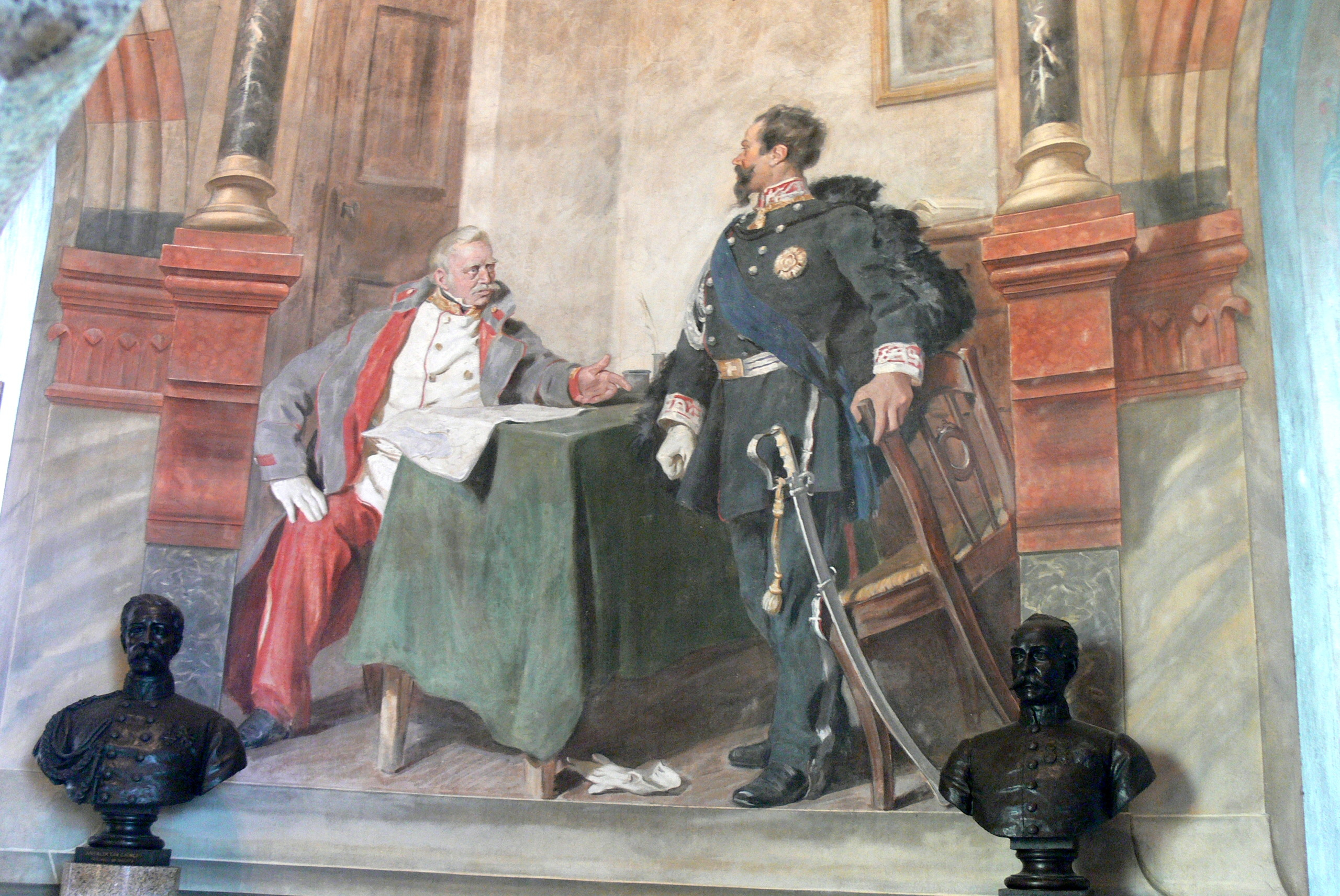
Treffen Radetzkys am 24. März mit Viktor Emanuel in Vignale

König Karl Albert sah sich als Hindernis für einen schnellen Frieden, dankte noch am Abend der verlorenen Schlacht zugunsten seines Sohnes Viktor Emanuel II. ab und ging ins portugiesische Exil. Radetzky begab sich am 24. März mittags über Novara nach Vignale, wo die Zusammenkunft mit dem neuen König stattfand, am 26. März wurde der ausgehandelte Waffenstillstand unterzeichnet. Die Bedingungen waren recht milde, weil Radetzky weitere Volksaufstände verhindern wollte. Am 28. März verließ Radetzky mit dem I. Korps das Schlachtfeld und zog am 29. März wieder in Mailand ein. Der Aufstand in Brescia wurde am 31. März durch FML Baron Haynau brutal niedergeschlagen.
Der im März 1848 mit dem Volksaufstand von Mailand eingeleitete erste italienische Unabhängigkeitskrieg endete Ende März 1849 mit der Schlacht von Novara definitiv, der Kaiserstaat Österreich hatte die volle Kontrolle über die Lombardei und Venetien zurückgewonnen. Auch die Volksaufstände in Venedig und Rom wurden von den Österreichern bis in den Spätsommer 1849 niedergeschlagen. Es war deutlich geworden, dass die Piemontesen Österreich nicht ohne umfassende Vorbereitungen und vor allem nicht ohne einen größeren Verbündeten zum Rückzug aus Norditalien zwingen konnten. In der Zeit von 1849 bis 1859 führte das Königreich Sardinien-Piemont die notwendigen Reformen durch und gewann Frankreich als Verbündeten. Der folgende Sardinische Krieg mit der siegreichen Schlacht von Solferino schuf 1859 die Grundlage für die italienische Einigung (Risorgimento).

## Kommentar zur Schlacht
General Schönhals, Generalquartiermeister der österreichischen Armee (1848/49), über die piemontesische Armee: „Ihre Artillerie besteht aus gewählten Leuten, guten und unterrichteten Offizieren, hat ein gutes Material und ist im Kaliber der unsrigen überlegen … Die Kavallerie ist keine verächtliche Waffe. Ihr erstes Glied ist mit Lanzen bewaffnet. Der Gebrauch dieser Waffe erfordert aber einen sehr gewandten Reiter, wir möchten daher nicht gerade sagen, daß diese Einführung direkt eine Verbesserung bedeutet. Ihre Schule der Equitation ist jedoch eine sehr gute … Bei Santa Lucia wurde von beiden Seiten mit großer Tapferkeit gefochten. Die Piemontesen griffen mit großer Lebhaftigkeit und Ungestüm an – sowohl Piemontesen als auch Österreicher vollbrachten viele Taten großen persönlichen Mutes … Die piemontesische Armee hat das Recht, den Tag von Novara in Erinnerung zu bringen, ohne erröten zu müssen.“

## Sardisch-Piemontesische Armee
122 Bataillone, 44 Schwadronen, 156 Geschütze, gesamt 97.540 Mann
Oberbefehlshaber: Wojciech Chrzanowski
Stabschef: General Alessandro La Marmora, Chef der Operationsführung: General Luigi Fecia di Cossato
1. Division (Giovanni Durando) (13.310 Mann)
- Brigade Aosta (GMj. Lovera): IR 5 und 6
- Brigade Regina (GMj.. Trotti) IR 9 und 10

2. Division (Michele Bes) (13.020 Mann)
- Brigade Casale (GMj. Boyl): IR 11 und 12
- Kombinierte Brigade (GMj. Enrico Morozzo de La Rocca) IR 17 und 23

3. Division (Ettore Perrone) (11.810 Mann)
- Brigade Savoyen (GMj. Molland); IR 1. und 2
- Brigade Savona (GMj. Ansaldi); IR15 und 16

4. Division (Ferdinando di Savoia, Duca di Genova) (14.920 Mann)
- Brigade Piemont (GMj. Giuseppe Passalacqua): IR 3 und 4
- Brigade Pinerolo (GMj. Luigi Damiano); IR 13. und 14

1. Reserve-Division Vittorio Emanuele, Duca di Savoia (13.540 Mann)
- Garde Brigade (GMj. Biscureti): 1. und 2. Garde Regiment
- Brigade Cuneo (GMj. Busetti): IR 7 und 8
- Leichte Brigade: General Paolo Solaroli, IR 30 und 31 (5.670 Mann)

Nicht in der Schlacht involviert waren:
5. Division (Girolamo Ramorino) (8.160 Mann)
- 1. lombardische Brigade (GMj. Fanti): IR 19. und 20
- 2. lombardische Brigade (GMj. Gianotti): IR 21 und 22

Avantgarde-Brigade: Oberst Belvedere, IR 18, 1. und 5. Bataillon Bersaglieri (4.670 Mann)
2. Reserve-Division GMj. Alfonso de La Marmora (8.710 Mann)
- Brigade GMj. Collobianca
- Brigade GMj. Montale

## Österreichische Armee
73 Bataillone, 46 Eskadronen, 226 Geschütze, gesamt 72.400 Mann
Oberbefehlshaber: FM Graf Josef Wenzel Radetzky
Stabschef: FML Heinrich Ritter von Heß, Generalquartiermeister: FML Karl Schönhals
II. Korps FZM Konstantin d’Aspre (17.050 Mann)
Division Johann Franz Schaaffgotsch
- Brigade Liechtenstein,
- Brigade Simbschen
- Brigade Bianchi

Division FML Erzherzog Albrecht
- Brigade Kolowrat,
- Brigade Stadion,
- Brigade Benedek

III. Korps FML Christian von Appel (15.100 Mann)
Division FML Lichnowski
- Brigade Maurer,
- Brigade Alemann

Division FML Friedrich Hannibal von Thurn und Taxis
- Brigade Poppović
- Brigade Thun

I. Reserve-Korps FML Gustav von Wocher (10.320 Mann)
Division FML Schwarzenberg
- Brigade Wimpffen,
- Brigade Erzherzog Siegmund

Division FML Stürmer
- Brigade Erzherzog Ernst,
- Brigade Schaaffgotsche

IV. Korps – FML Graf Georg von Thurn-Valsassina
Division FML Karl von Culoz
- Brigade Grawert
- Brigade Degenfeld-Schonburg

Nicht in der Schlacht involviert waren:
I. Korps FML Graf Eugen Wratislaw (17.200 Mann)
Division FML Haller
- Brigade Strassoldo,
- Brigade Clam-Gallas

Division FML Wohlgemuth
- Brigade Görger,
- Brigade Festetics

IV. Korps (11.630 Mann)
Division FML Franz von Wimpffen
- Brigade Cavriana,
- Brigade Liechtenstein

## Erinnerung
Im Jahr 1862 wurde in Wien-Leopoldstadt (2. Bezirk) die Novaragasse nach der Schlacht benannt. An den siegreichen Feldherren erinnern im 3. Bezirk Landstraße seit 1864 die Radetzkystraße und seit 1876 der Radetzkyplatz.
In Linz ist die Novaragasse nach der Schlacht benannt.
Die Segelfregatte Novara (erbaut 1843 bis 1851) und der Rapidkreuzer Novara (erbaut 1912) bezogen sich mit ihren Namen auf die Schlacht bei Novara.